# Lathyrus szowitsii
Lathyrus szowitsii är en ärtväxtart som beskrevs av Pierre Edmond Boissier. Lathyrus szowitsii ingår i släktet vialer, och familjen ärtväxter. Inga underarter finns listade i Catalogue of Life.